# Пезу-да-Регуа
Пе́зу-да-Ре́гуа (порт. Peso da Régua; ['pezu dɐ 'ʁɛgwɐ]) — город в Португалии, центр одноимённого муниципалитета в составе округа Вила-Реал. По старому административному делению входил в провинцию Траз-уж-Монтиш и Алту-Дору. Входит в экономико-статистический субрегион Дору, который входит в Северный регион. Численность населения — 9,3 тыс. жителей (город), 17,5 тыс. жителей (муниципалитет) на 2006 год. Занимает площадь 96 км².
Покровителем города считается Святой Фаустин (порт. São Faustino).
Праздник города — 16 августа.

## Расположение
Город расположен в 16 км на юг от адм. центра округа города Вила-Реал.
Муниципалитет граничит:
- на севере — муниципалитеты Санта-Марта-де-Пенагиан, Вила-Реал
- на востоке — муниципалитет Саброза
- на юге — муниципалитеты Армамар, Ламегу
- на юго-западе — муниципалитет Мезан-Фриу
- на западе — муниципалитет Байан

## Экономика
- В городе расположен Институт вин Дору и Порту (главный офис).

## История
Город основан в 1836 году.

## Население
| Численность населения муниципалитета по годам | Численность населения муниципалитета по годам | Численность населения муниципалитета по годам | Численность населения муниципалитета по годам | Численность населения муниципалитета по годам | Численность населения муниципалитета по годам | Численность населения муниципалитета по годам | Численность населения муниципалитета по годам |
| --------------------------------------------- | --------------------------------------------- | --------------------------------------------- | --------------------------------------------- | --------------------------------------------- | --------------------------------------------- | --------------------------------------------- | --------------------------------------------- |
| 1849                                          | 1900                                          | 1930                                          | 1960                                          | 1981                                          | 1991                                          | 2001                                          | 2004                                          |
| 9202                                          | 18 401                                        | 20 612                                        | 22 634                                        | 22 472                                        | 21 567                                        | 18 832                                        | 17 987                                        |

## Состав муниципалитета
В муниципалитет входят следующие районы:

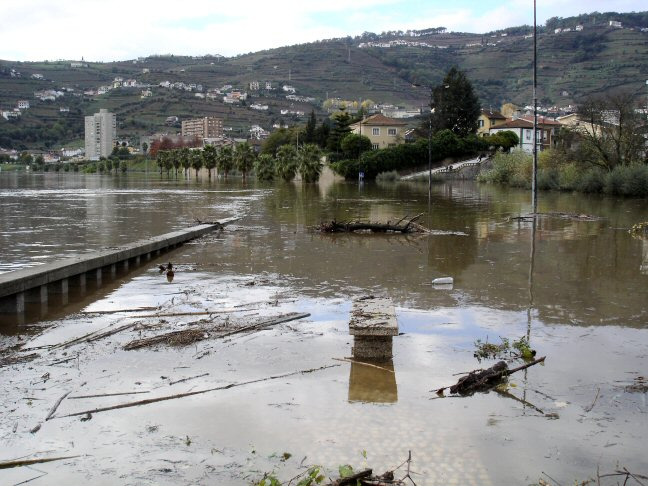

1. Канелаш
2. Ковелиньяш
3. Фонтелаш
4. Галафура
5. Годин
6. Лорейру
7. Мора-Морта
8. Пезу-да-Регуа
9. Пояреш
10. Седиелуш
11. Виларинью-душ-Фрейреш
12. Виньош